# Hermann Zabel
Hermann Zabel (Katzow, provincia de Greifswald; 22 de septiembre de 1832 - Gotha; 26 de abril de 1912) fue un botánico, dendrólogo, y pteridólogo alemán.
De formación forestal, fue asistente del Jardín botánico y del Museo de Greifswald, de 1854 a 1860.
Dirige el Arboretum de Hann, de 1869 a 1895.
Fue un especialista en dendrología.

## Algunas publicaciones
- Handbuch der Laubholz-Benenung, 1903 (con Ludwig Beissner, Ernst Schelle)[1]

- 1893. Die strauchigen Spiräen der deutschen Gärten

- 1859. Uebersicht der Flora von Neuvorpommern und Rügen

- "Catalogue of the Botanic Garden of the Forest Academy of Munden, Germany", (publicó en inglés)

- 1887. Die Gattung Symphoricarpus – El genus Symphoricarpus.[2]

## Honores

### Epónimos
Género
- (Caprifoliaceae) Zabelia (Rehder) Makino[3]

Especies
- (Apiaceae) Eryngium × zabelii Hort. (Christ) ex Bergmans[4]

- (Berberidaceae) Berberis zabeliana C.K.Schneid.[5]

- (Caprifoliaceae) Lonicera × zabelii Rehder[6]

- (Fabaceae) Vicia zabelii Asch. & Graebn.[7]

- (Rosaceae) Cotoneaster zabelii C.K.Schneid.[8]

- (Rosaceae) Spiraea zabeliana C.K.Schneid.[9]

- (Rosaceae) Rosa zabelii Crép.[10]

- La abreviatura «Zabel» se emplea para indicar a Hermann Zabel como autoridad en la descripción y clasificación científica de los vegetales.[11]

## Fuente
- (en inglés) Corta biografía del Departamento de botánica sistemática de la Universidad de Göttingen

- robert Zander; fritz Encke, günther Buchheim, siegmund Seybold (eds.) Handwörterbuch der Pflanzennamen. 13.ª ed. Ulmer Verlag, Stuttgart 1984, ISBN 3-8001-5042-5